# Улица Саркана (Рига)
Улица Са́ркана (латыш. Sarkanā iela — «Красная») — Г-образная улица в Латгальском предместье города Риги, в историческом районе Московский форштадт. Начинается от улицы Ерсикас, ведёт вначале в северном направлении, затем поворачивает на восток и заканчивается у перекрёстка улиц Ликснас и Вирсайшу. С другими улицами не пересекается.
Общая длина улицы Саркана составляет 193 метра. Участок от начала улицы до её поворота сохраняет историческое покрытие булыжником, дальнейшая часть улицы асфальтирована. Разрешено движение в обоих направлениях. Общественный транспорт по улице Саркана не курсирует. Средняя ширина проезжей части — 6 метров.

## История
Улица проложена в 1900-е годы по зоне промышленной застройки, что позволило значительно сократить путь между Витебской и Костромской улицами (ныне улицы Ерсикас и Вирсайшу). Впервые показана на карте 1904 года как безымянная улица; в дальнейшем получила название Красная улица (нем. Rote Strasse, латыш. Sarkanā iela), которое никогда не изменялось. Предполагается, что название улицы связано с событиями революции 1905 года.
Во время нацистской оккупации улица находилась в границах Рижского гетто. В этот период на улице Саркана располагалась тюрьма гетто, а на прилегающей Жестяной площади (нем. Blechplatz, на углу с ул. Ликснас) проводились публичные казни нарушителей правил распорядка, установленных в гетто.

## Застройка
На улице почти полностью сохранилась первоначальная застройка рубежа XIX—XX веков в характерном для того времени кирпичном стиле. К настоящему времени здания № 2B и 4 реконструированы в многоквартирные жилые дома, остальные строения используются как производственные, офисные и складские.
- Дом № 2 построен в 1897 году (архитектор Аполлон Эдельсон) как пристройка к нынешнему дому № 39 по улице Ерсикас. Вплоть до 2018 года тот же адрес (Ерсикас, 39) имели также дома 2A и 2B по улице Саркана[5].
- В доме № 3 в годы нацистской оккупации располагалась тюрьма Рижского гетто[6]. В XXI веке в здании после ремонта размещалось представительство МВД России в Латвийской Республике по вопросам миграции[7].
- Дом № 4 построен в 1902 году как «работное заведение» для подростков, рассчитанное на проживание 18 мальчиков (от 11 лет) из бедноты и 100 приходящих.
- При перекрёстке с улицей Ликснас, на месте бывшей Жестяной площади, сооружено современное коммерческое здание (адрес: ул. Ликснас 9A), в котором с 2021 года находится магазин торговой сети «MERE»[8].

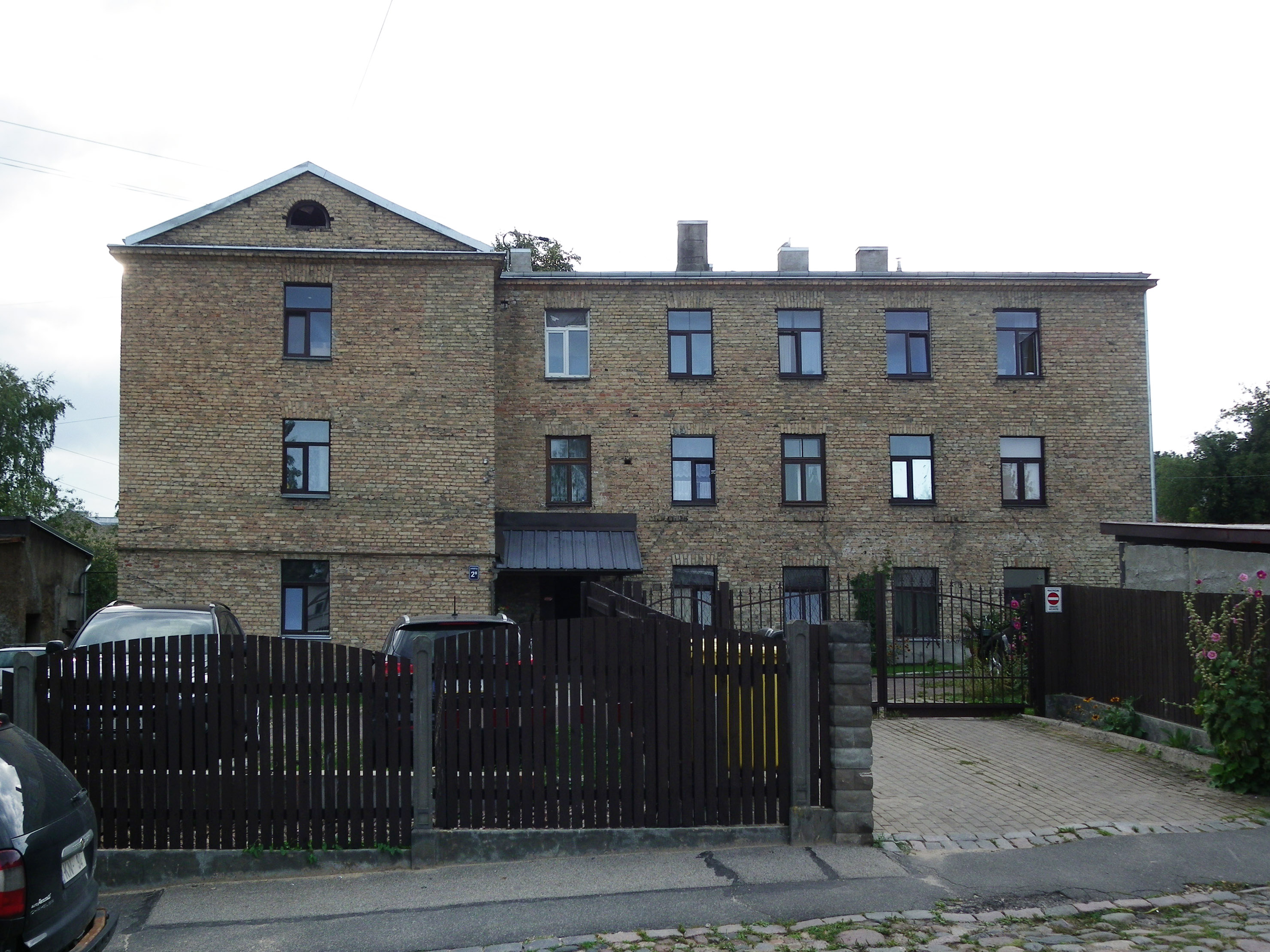
Дом № 2B
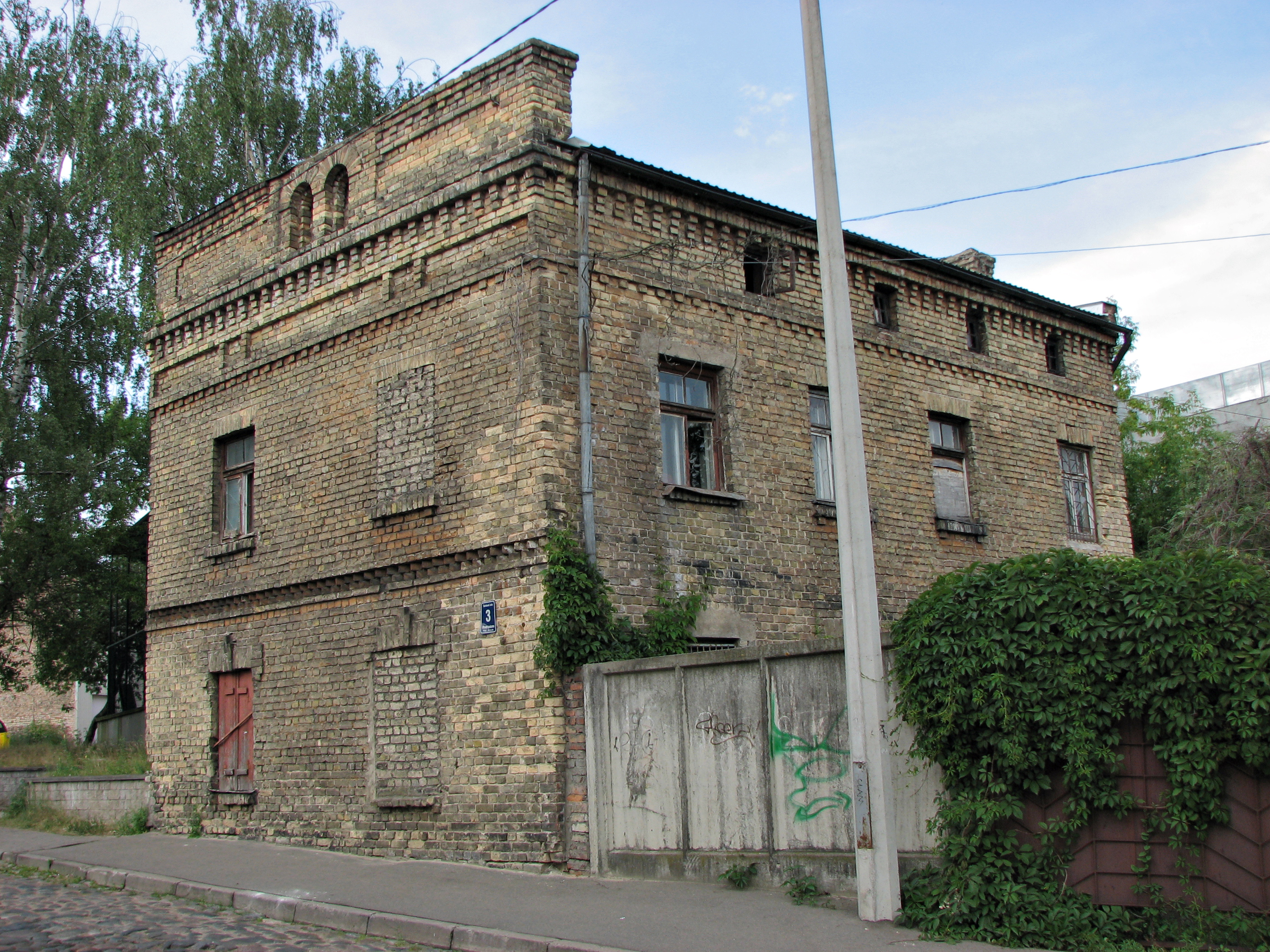
Дом № 3 (вид до реконструкции)
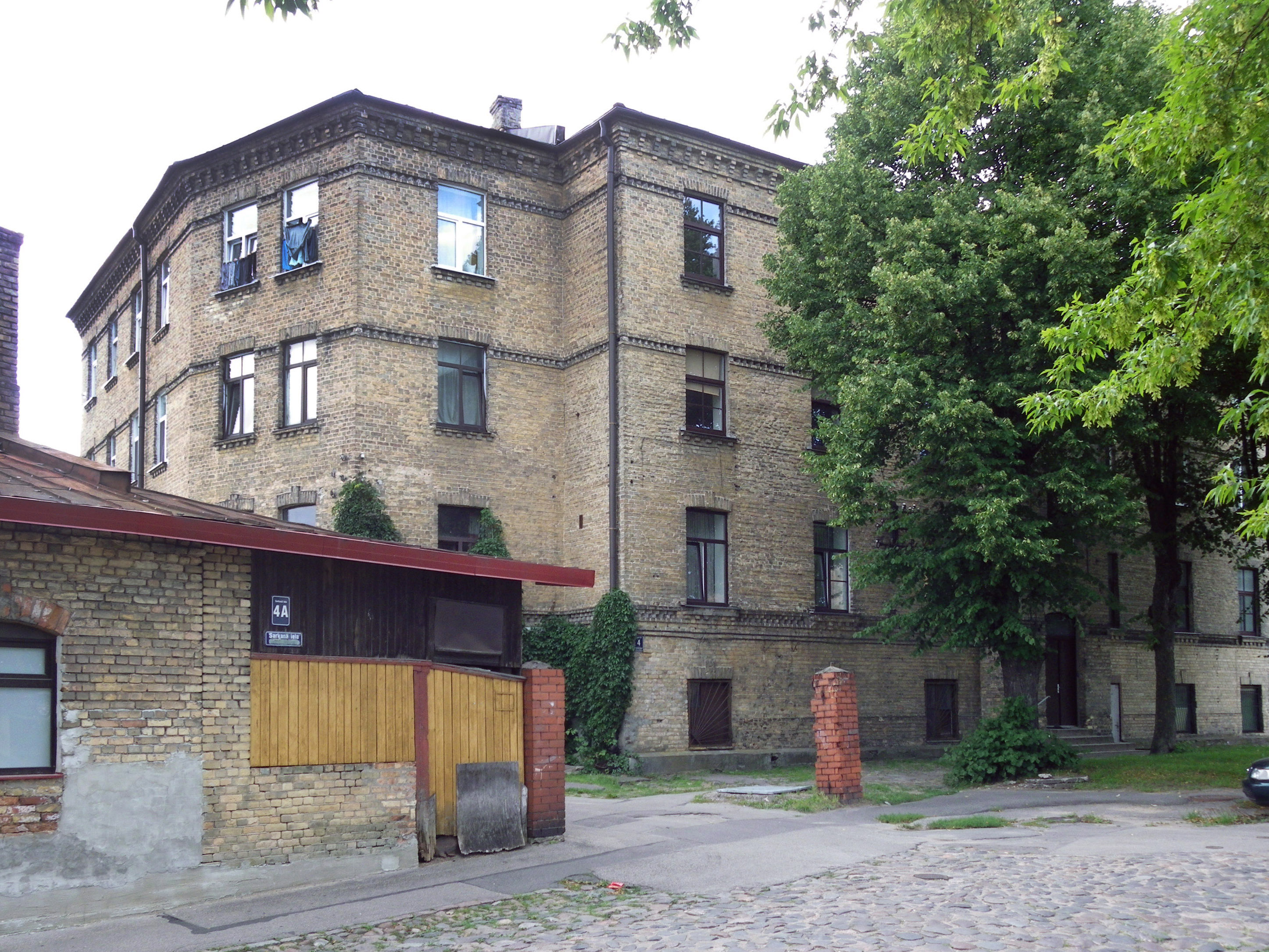
Дом № 4
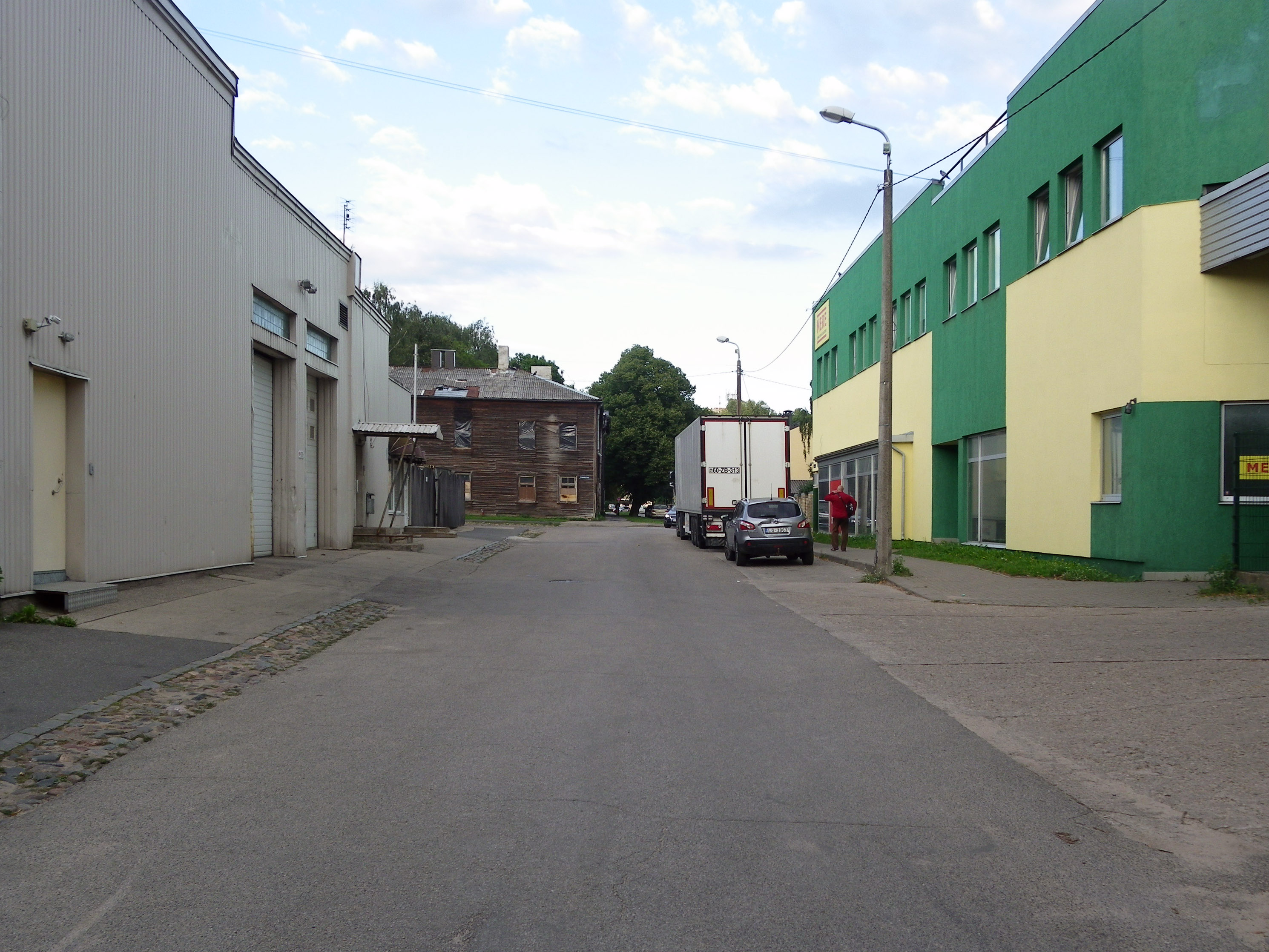
Дальняя часть улицы